# ビスレット・スタディオン
ビスレット・スタディオン (Bislett Stadion) は、ノルウェーのオスロにあるスポーツ施設。
1999年には、アメリカのスポーツ雑誌『スポーツ・イラストレイテッド』において20世紀を代表するスポーツ開催会場として選ばれている。
1917年に着工して1922年に完成し、1946年には戦後初の欧州陸上選手権が開催され、1952年のオスロ五輪では開会式と閉会式、フィギュアスケート、スピードスケートが開催された。1965年からはビスレットゲームズが開催されている。2004年から2005年にかけて改築工事が行われ、同年夏に再オープンした。
サッカーではかつては1990年代末までヴォレレンガ・フォトバルのホームスタジアムとして使用されたが、現在はヴォレレンガ・フォトバルはウレヴォール・スタディオンに移転している。現在はスケイド・フォトバルが本拠地として使用しているほか、FKリンも一時期使用した。